# فهد درمش
فهد درمش (انگلیسی: Fahed Dermech؛ زادهٔ ۲۶ نوامبر ۱۹۶۶) بازیکن فوتبال اهل تونس است.
از باشگاه‌هایی که در آن بازی کرده‌است می‌توان به باشگاه فوتبال آینتراخت براونشوایگ، باشگاه فوتبال هانوفر ۹۶، باشگاه فوتبال ستاره ساحلی، و باشگاه فوتبال وولفسبورگ اشاره کرد.
وی همچنین در تیم ملی فوتبال تونس بازی کرده‌است.